# Obrvena
Obrvena (cyr. Обрвена) – wieś w Bośni i Hercegowinie, w Republice Serbskiej, w gminie Rudo. W 2013 roku liczyła 121 mieszkańców.